# Juan Carlos Antón
Juan Carlos Antón (2 de abril de 1963, Miranda de Ebro) es un ajedrecista y profesor de ajedrez español, monitor superior de la Federación Española de Ajedrez (FEDA) y árbitro de la Federación Internacional.

## Biografía
Juan Carlos Antón es licenciado en Ciencias Económicas por la Universidad de Valladolid y ha trabajado en este campo en multinacionales como Renault y el Banco de Santander, pero desde hace casi dos décadas se dedica de modo exclusivo al ajedrez. Es profesor de la Escuela de Ajedrez de la UNED (Universidad Nacional de Educación a Distancia), junto con Anna Rudolf y presidente del Club de Ajedrez Quinto Centenario (San Sebastián de los Reyes), uno de los más activos de la Comunidad de Madrid.
En los últimos años, su carrera está más centrada en su faceta pedagógica que en la de jugador, estando convencido de los beneficios e importancia de este deporte para los jóvenes y los niños. El 27 de septiembre de 2014 dio una conferencia al respecto en el primer Olite Chess (Navarra), como también ha hecho en otros foros: “El ajedrez como recurso educativo” (Centro Territorial de Innovación y Formación Madrid Norte). En el año 2013 fue uno de los ponentes del “Primer Congreso de Pedagogía y Aplicaciones Sociales del Ajedrez”, celebrado en Buitrago de Lozoya y dirigido por Leontxo García.
Juan Carlos también es responsable de la organización de importantes acontecimientos ajedrecísticos en su localidad de residencia, como el XXIII Festival del Ajedrez de Sanse (San Sebastián de los Reyes) de junio de 2015, uno de los más exitosos de España, con una participación de más de 36 equipos y 300 jugadores, entre otras actividades y campeonatos.

## Nivel ELO
Su máximo nivel ELO alcanzado es de 2183, que corresponde a Experto Nacional según el Sistema de puntuación ELO internacional (oficioso ya que ese título no se expide como tal).

## Libros
- 2016. Curso de ajedrez. Nivel de iniciación. Tomo I[14][15][16]

## Partidas destacadas
- Contra Reynaldo Vera González-Quevedo[17]

## Clasificaciones destacadas
- IV Open Internacional de Vitoria donde quedó séptimo, a sólo medio punto del gran maestro internacional Ibragim Khamrakulov[18]